# Joeropsis concava
Joeropsis concava är en kräftdjursart som beskrevs av Schultz1966. Joeropsis concava ingår i släktet Joeropsis och familjen Joeropsididae. Inga underarter finns listade i Catalogue of Life.